# Souhvězdí Jižního trojúhelníku
Jižní trojúhelník je souhvězdí na jižní obloze. S rozlohou 110 čtverečných stupňů je šestým nejmenším souhvězdím.

## Významné hvězdy
| Hvězda | Jméno | Hvězdná velikost |
| ------ | ----- | ---------------- |
| α TrA  | Atria | 1,88m            |
| β TrA  | β TrA | 3,00m            |
| γ TrA  | γ TrA | 4,00m            |